# آدم إيتون
آدم إيتون (بالإنجليزية: Adam Eaton)‏ (2 مايو 1980 بويغان في المملكة المتحدة - ) هو لاعب كرة قدم بريطاني في مركز الدفاع. لعب مع بريستون نورث إيند ونادي إيفرتون وويغان أتلتيك ونادي مانسفيلد تاون.

## وصلات خارجية
- آدم إيتون على موقع قاعدة بيانات كرة القدم.إي يو (الإنجليزية)
- آدم إيتون على موقع Soccerbase.com (لاعب) (الإنجليزية)